# Randee Heller
Randee Heller, nata Randee Antzis (Brooklyn, 10 giugno 1947), è un'attrice statunitense nota per aver interpretato Alice nella sitcom degli anni '70 Soap - uno dei primi personaggi lesbici della televisione - nonché per aver interpretato Lucille LaRusso nei film The Karate Kid e The Karate Kid Part III, e nella serie in streaming Cobra Kai, e l'anziana segretaria di Bert Cooper e Don Draper, Ida Blankenship, in un ruolo ricorrente nella serie Mad Men..

## Biografia
Heller è nata a Brooklyn, New York City, ed è cresciuta a West Hempstead, New York,   e Long Island, di origini ebraiche russe. Dopo aver frequentato inizialmente l'Emerson College di Boston, è tornata a Long Island per laurearsi nel 1969 presso la Adelphi University, dove ha studiato teatro.

## Carriera
L'estate dopo la laurea, è stata scelta per una produzione off-Broadway di Godspell. Ha continuato a fare il musical di Broadway Grease, interpretando Rizzo.  Nel 1978, Heller si trasferì da New York in California per dedicarsi al lavoro cinematografico.
Il suo ruolo di Alice, uno dei primi personaggi lesbici della televisione , nella serie TV Soap, ha ricevuto recensioni contrastanti, con critiche dirette principalmente non alla sua recitazione ma agli stereotipi del suo personaggio. Il Boston Herald ha affermato che la caratterizzazione mostra come "le reti hanno generalmente descritto le lesbiche come perdenti suicidi o predatori sessuali". Ad esempio, identifica Alice come "il primo personaggio lesbico ricorrente della TV", osservando che "prima cerca di gettarsi da un ponte, poi si innamora di Jodie (Billy Crystal), un omosessuale confuso, e alla fine scappa". Prima delle riprese, i produttori hanno ordinato di mettere a posto  i capelli appena stirati di Heller su insistenza della rete.
Di un episodio successivo in cui Alice presenta la sua ragazza, Heller ha detto: "Sono andata a baciarla durante le prove e loro hanno detto: 'No no no... non puoi farlo'. Ho risposto: 'Ma lei è la mia ragazza!' 'No, no no no, non possiamo farlo, semplicemente non possiamo farlo'. Quindi era così attenta, era così delicata in quei giorni che non potevi davvero fare le tue cose... Volevano che fossi un omosessuale eterosessuale". Heller sarebbe apparsa di nuovo come un personaggio lesbico in un episodio del 2010 di Grey's Anatomy "Almost Grown", interpretando la partner di una paziente con un tumore al cervello.

## Vita privata
Heller ha avuto una relazione a lungo termine con lo scrittore-produttore televisivo ed ex mimo Robert Griffard e ha due figlie, Sloane e Cody.

## Filmografia parziale

### Cinema
- Fast Break, regia di Jack Smight (1979)
- Per vincere domani - The Karate Kid (The Karate Kid), regia di John G. Avildsen (1984)
- The Ladies Club, regia di Janet Greek (1986)
- Karate Kid III - La sfida finale (The Karate Kid Part III), regia di John G. Avildsen (1989)
- Una situazione difficile (Matter of Trust), regia di Joey Travolta (1997)
- Bulworth - Il senatore (Bulworth), regia di Warren Beatty (1998)
- Quel mostro di suocera (Monster-in-Law), regia di Robert Luketic (2005)
- A Crooked Somebody, regia di Trevor White (2017)

### Televisione
- Husbands, Wives & Lovers - 10 episodi (1978)
- Il tuo nome è Jonah (...And Your Name Is Jonah) - film TV (1979)
- Bolle di sapone (Soap) - serie TV,  9 episodi (1979)
- Mama Malone - serie TV, 13 episodi (1984)
- Better Days - serie TV, 11 episodi (1986)
- Second Chance - serie TV, 21 episodi (1987-1988)
- Cinque figli e un amore (Changes) - film TV (1991)
- Giudice Amy (Judging Amy) - serie TV, 4 episodi (2001-2005)
- Mad Men - serie TV, 6 episodi (2010)
- Desperate Housewives - serie TV, episodio 8x05 (2011)
- Wilfred - serie TV, 4 episodi (2013-2014)
- Cobra Kai - serie TV, 4 episodi (2018-2025)

## Doppiatrici italiane
Nelle versioni in italiano delle opere in cui ha recitato, Lindsay Price è stata doppiata da:
- Paila Pavese in Karate Kid - Per vincere domani
- Anna Rita Pasanisi in Karate Kid III - La sfida finale
- Caterina Rochira in Nip/Tuck
- Rita Savagnone in The Mentalist
- Graziella Polesinanti in Mad Men
- Melina Martello in Desperate Housewives
- Dania Cericola in Cobra Kai (s. 1-2, 4)
- Patrizia Scianca in Cobra Kai (s. 6)
- Valeria Perilli in Station 19